# Abborrtjärnen (Sunne socken, Värmland, 665022-134577)
Abborrtjärnen är en sjö i Sunne kommun i Värmland och ingår i Göta älvs huvudavrinningsområde.